# Liste des ZNIEFF du Doubs
Le département du  Doubs compte, en mars 2019, 299 sites recensés zones naturelles d'intérêt écologique, faunistique et floristique (ZNIEFF) de type I et II. 

## Liste des sites

### ZNIEFF de type I
- 430002189  La Provenchère et au Mont ;
- 430002241  Tourbières et lacs de Bellefontaine-Les Mortes ;
- 430002265  La Grande Seigne et les Vespries ;
- 430002266  Vallon de Valbois et corniche de Chassagne-Saint-Denis ;
- 430002267  Le Crêt des Roches ;
- 430002268  Roches de Chatard ;
- 430002269  Cirque de Nans et bois de Neuchâtel ;
- 430002270  Côte de Champvermol ;
- 430002271  Cirque de Consolation ;
- 430002272  Corniches et Bois de la Côte ;
- 430002273  Mont de Thoraise ;
- 430002274  Colline de Chaudanne ;
- 430002275  Reculée de Norvaux ;
- 430002276  Forêts du Noirmont et du Risol ;
- 430002278  Prés-bois de Boujailles ;
- 430002279  Source du Lison, Grotte Sarrasine et zones humides de Nans ;
- 430002281  Forêt du Buclet ;
- 430002283  Lac, Tourbière et zones humides de Malpas ;
- 430002284  Bief Belin, ruisseau du Saut et zones humides associées ;
- 430002285  Zones humides entre Chaffois, Houtaud, Granges-Narboz et Sainte-Colombe ;
- 430002287  Zones humides et prairies sèches entre Les Granges-Narboz et Sainte-Colombe ;
- 430002290  Zones humides de Vau les Aigues à La Loitière ;
- 430002293  Tourbière de Vaux-et-Chantegrue et Bief Belin :
- 430002294  Tourbières du Trouillot et des Chazaux ;
- 430002296  Tourbières de Mouthe :
- 430002297  Tourbière près Les Essarts ;
- 430002298  Tourbière des Hôpitaux-Vieux ;
- 430002301  Ruisseau de La Morte et Tourbière du Frambourg ;
- 430002302  Plaine du Doubs entre Saint-Point et Pontarlier ;
- 430002303  Tourbière du Bois des Placettes ;
- 430002304  Tourbière de la Combe du Voirnon ;
- 430002305  Ruisseau et Marais de la Bonnavette ;
- 430002306  Tourbière et Lac de Remoray ;
- 430002307  Lac de Saint-Point et zones humides environnantes ;
- 430002308  Zones humides sous la Côte des Essarts ;
- 430002311  Tourbière de Villeneuve d'Amont ;
- 430002312  La Gouille et le Grand Marais ;
- 430002313  Tourbière de Bioules ;
- 430002314  La Petite et le Grande Seigne, les Grandes Planches et La Seigne Juan ;
- 430002315  Aux Laichères, Près maudits et Derrière le Désert ;
- 430002317  Les Embauchés, Cerneux du Levant et du Couchant, Près Caillet ;
- 430002319  Marais de Bois-Saint-Pierre ;
- 430002320  Les Marais de Domprel ;
- 430002321  Marais de Saône ;
- 430002322  Les Seignes et les Creugnots ;
- 430002323  Les Seignes du Bélieu à Narbief ;
- 430002324  Tourbières de Chapelle-des-Bois ;
- 430002325  Haute-Vallée du Doubs de Mouthe aux Longevilles ;
- 430002326  Marais des Biez ;
- 430002328  Tourbière des Cerneux-Gourinots et zones humides environnantes ;
- 430002330  Tourbières et zones humides du Russey (Le verbois, Les Seignes des Guinots et le Creux du Moulin) ;
- 430002331  Les Seignes du Mémont ;
- 430002359  Marais de Saulnot ;
- 430002753  Le Mont d'Or et le Morond ;
- 430004250  Crêt du Trembiaz ;
- 430007719  Tourbière et marais de Boujailles ;
- 430007720  Les Saignes Landry ;
- 430007753  Marais des Grands Prés,l'Étang et Terreau Alexandre ;
- 430007778  Falaises de Scey-en-Varais et rocher de Colonne ;
- 430007780  Roche Sarrazine et tourbière de Montpetot ;
- 430007781  Forêt de Chailluz et falaise de la Dame Blanche ;
- 430007788  La Côte de Liesle, la Fassure et la Côte d'Or ;
- 430007789  Colline de Rosemont ;
- 430007790  Colline de Planoise ;
- 430007794  Château Simon ;
- 430007795  Falaises et Bois de Babre et de la Côte Envers ;
- 430007796  Mont Julien ;
- 430007797  Corniches et Vallon de Montglioz ;
- 430007798  Combe de l'Œil de BŒuf ;
- 430007799  Falaises du Plain du Mont et des Essarts ;
- 430007804  Gorges de l'Audeux et du Sesserant :
- 430007806  Rocher du Tourbillon et Grotte de Plaisir-Fontaine ;
- 430007808  Pelouse de Pré Nicard ;
- 430007809  Vallée de La Barbèche ;
- 430007814  Mont Olivot ;
- 430007815  Croix Beneton ;
- 430007816  Grotte et falaise du Château de La Roche ;
- 430007817  La Roche Fendue, la Côte du Ban ;
- 430007818  Ruisseau et Vallon de Cornebouche ;
- 430007819  Vallons des Ruisseaux de Vergetolle et de Raffenot ;
- 430007822  Les Roches du Cerf et le Bois de Charopey ;
- 430007823  Plaine alluviale du Doubs à Morteau ;
- 430007824  Défilé d'Entre-Roches et du Coin de la Roche ;
- 430007825  Fort Mahler et Côteau sur le RD 67 ;
- 430007827  L'Entonnoir, zones humides du Drugeon et Côte de La Feuillée ;
- 430007828  Marais et zones humides du Cébriot, de Chaux-Neuve à Mouthe ;
- 430007829  Falaises de la Citadelle ;
- 430007830  Falaises de La Grange Golgru ;
- 430007831  Falaises du Saut de la Pucelle ;
- 430007833  Falaises et Ruisseau de Château-Renaud ;
- 430007834  Rochers du Capucin ;
- 430007836  Falaises de la Combe du Frêne ;
- 430007837  Falaises du Verboz et ferme du Ruhier ;
- 430007838  Falaises d'Hauteroche ;
- 430007840  Roche du Miroir et Falaises de Cerneux-Boillon ;
- 430007841  Roches de la Côte de Parfonbief ;
- 430007842  Falaises des Échelles de la Mort ;
- 430007844  Côtes du Doubs du Saut à Biaufond ;
- 430007845  Falaises de Derrière-le-Mont ;
- 430007846  Falaises du Fauteuil de Gargantua ;
- 430007848  Roche Gauthier ;
- 430007849  Falaises du Bois de Narpent ;
- 430007850  La Raie de Buis ;
- 430007852  Corniches de La Citadelle et Côtes du Doubs ;
- 430007853  Bois de La Roche, Falaises et Pelouses de Montfaucon ;
- 430007855  Falaise du Saut de Gamache ;
- 430007856  Rochers de La Louvière du Biais et du Rechandet ;
- 430007857  Falaises du Mont ;
- 430007858  Falaises de l'Essart de Saussaye ;
- 430007860  Falaises des Bois de la Combe du Falot ;
- 430007861  Cul de Vau et Vauclusotte ;
- 430007862  Á Rochien ;
- 430007863  Falaises de la Côte du Frêne ;
- 430007864  Falaises de Montursin ;
- 430007865  Falaises et Coteaux des Sapois ;
- 430007869  Mine-Grotte du Coteau Couillery ;
- 430007870  Grotte aux Ours ;
- 430007873  Vallée de La Tounolle et Méandres de L'Ognon ;
- 430009404  Centre de rencontre de Glay ;
- 430009449  Bois du Forbonnet et Tourbière vivante de Frasne ;
- 430009451  Grotte de la Tuilerie ;
- 430009452  Grotte de La Malatierre ou de Vaureuge ;
- 430009453  Gouffre de Pourpevelle ;
- 430009455  Forêt de Courtefontaine ;
- 430009456  Forêt communale de Liesle ;
- 430010443  Plaine de L'Ognon de Marnay à Pagney ;
- 430010454  Grand Étang de Frasne ;
- 430010455  L'Étang Lucien et Les Vaudins ;
- 430010456  Ensemble de Marais entre Bouverans, Dompierre-les-Tilleuls et Frasne ;
- 430010457  Côtes du Doubs aux environs de Besançon ;
- 430010460  Carrière au Champ Barbaux ;
- 430010465  Gouffre du Creux à Pépé et Côte de Château-le-Bois ;
- 430010467  Combles du Prieuré de Saint-Hippolyte ;
- 430010469  Zones humides du Cougnet et Pré-Soleil ;
- 430010949  Pelouses sur Vallodrey et Ruisseau de Vau ;
- 430010950  Ruisseau de Mambouc, La Roche du Mont et Les Combes ;
- 430010951  Pelouses de La Roche Lahier ;
- 430010961  Pelouses d'Éternoz ;
- 430010962  Prairies et Forêts du Pré Poncet ;
- 430013627  La Chaux Sèche ;
- 430013639  Tourbière et Prairie de la Ferme du Forbonnet ;
- 430013645  Les Grands Prés, La Mécanique et les Rives de L'Ognon ;
- 430013650  Le Doubs de Montferrand à Osselle ;
- 430013657  Mont Chateleu ;
- 430013660  Marais de Palantine ;
- 430013662  Basse Vallée de La Savoureuse ;
- 430013670  Grotte de Fourbanne ;
- 430013673  Pelouse des Montaillers et sur le Tartres ;
- 430013883  L'Ognon en amont de Marnay ;
- 430015359  Pelouses à Remeton, Les Grands Ruin et sous-les-Vignes ;
- 430015370  Prairies sèches de Boujailles ;
- 430015371  La Roche Chaude et le Bois d'Ambre ;
- 430015372  Sur la Rappe ;
- 430015374  Mare à Grandfontaine ;
- 430015376  Fontaine de Vauchon et Ruisseau à Franey ;
- 430015384  Vallon et Ruisseau d'Eysson ;
- 430015562  Pelouse de Malans et Ruissseau du Bief Tard ;
- 430015563  Pelouse sur le Côté ;
- 430015566  Grotte de Vaucluse ou Grotte de L'Hermitage ;
- 430020001  Prés-Bois des Prés-Hauts ;
- 430020010  Tourbière de La Chaumoz ;
- 430020017  Ancien Pont ferré et Combles de l'Église de Cléron ;
- 430020019  Tourbière du Prelot ;
- 430020020  Haute-vallée du Drugeon et Pré Vaillon ;
- 430020021  Étang de la Rivière-Drugeon et zones humides ;
- 430020071  Grotte Deschamps ;
- 430020075  Falaise de La Voyèze ;
- 430020076  Clocher de l'église d'Ornans :
- 430020079  Combles et fossés de l'église de Fourg ;
- 430020080  Clocher de l'église de Randevillers ;
- 430020081  Combles et fossés de l'église de Goumois ;
- 430020082  Combles et fossés de l'église de Laval-le-Prieuré ;
- 430020083  Église de Glère ;
- 430020084  Combles et clocher de la Chapelle de Droitfontaine ;
- 430020126  Sur Le Fourney ;
- 430020162  Pelouse de La Corne ;
- 430020167  Vallée de L'Audeux de la source à La Grâce-Dieu ;
- 430020168  Vallées du Lison et de La Vau ;
- 430020169  Falaises et Bois de Montrichard ;
- 430020170  Falaises et  Vallon de Cussey-sur-Lison ;
- 430020171  Les Seignes de Damprichard ;
- 430020172  Pelouses, Friches et Rochers de Mouthier-Haute-Pierre ;
- 430020174  Rive droite du Doubs de Laissey à Deluz ;
- 430020202  Communal du Desssus et Chalt Gillard ;
- 430020204  Combles de la Mairie de Clerval ;
- 430020205  Église de Baume-les-Dames ;
- 430020206  Combles de l'École Marcel Levin ;
- 430020215  Le Bief bleu et le Bief Rouge ;
- 430020258  Marais sous la Rochotte et Pré Regrenedey ;
- 430020259  Marais de Breuillez ;
- 430020260  Pelouses du Mont de Cessey ;
- 430020261  Pelouses et bocages de Chenecey-Buillon ;
- 430020262  Marnière d'Épeugney ;
- 430020263  Pelouses de la Côte de Moini ;
- 430020264  Coteaux de La Loue à Vuillafans ;
- 430020265  Éboulis et Ravin de Saules ;
- 430020266  Zones humides du Moulin du Bas ;
- 430020268  Pré humide de La Léchère ;
- 430020286  Étang et Marais du Barchet ;
- 430020287  Prés humides et Marais du Peu et du Breuille ;
- 430020299  Le Crêt Monniot ;
- 430020301  Marais de l'Épine ;
- 430020310  Gouffre et Grotte de Vau ;
- 430020311  Puits de Cival ;
- 430020313  Baume des Crêtes;
- 430020314  Baume du Mont ;
- 430020315  Gouffre de La Planche-Bonnet ;
- 430020316  Baume aux Sarrons et Baume du Chat ;
- 430020319  Usine hydro-électrique de Mouthier ;
- 430020322  Combles de l'Église de Crouzet-Migette ;
- 430020368  Forêt de Cussey ;
- 430020407  Ruisseau de Busy ;
- 430020409  Ruisseau de La Corcelle ;
- 430020410  Ruisseau des Longeaux ;
- 430020411  Ruisseau du Moulin-Caillet ;

### ZNIEFF de type II
- 430002172  Forêt de Chaux ;
- 430002189  Montagne du Laveron ;
- 430002195  Massif du Risoux ;
- 430002280  Vallée de la Loue, de la source à Ornans ;
- 430002282  Bassin du Drugeon ;
- 430007777  Vallée de la Loue de Ornans à Quingey ;
- 430007779  Vallée du Lison et Combe d'Éternoz ;
- 430007792  Moyenne Vallée du Doubs ;
- 430007802  Vallée du Cusancin et Torrent des Alloz ;
- 430007811  Vallée de La Reverotte ;
- 430007813  Vallée du Dessoubre et ses falaises attenantes ;
- 430007821  Le Doubs franco-suisse ;
- 430010440  Vallée de L'Ognon de Villersexel à Rigney ;
- 430010441  Vallée de L'Ognon de Moncley à Pesmes ;
- 430014008  Vallée de La Loue de Quingey à Parcey ;